# Меллинген
Меллинген (нем. Mellingen AG) — город в Швейцарии, в кантоне Аргау.
Входит в состав округа Баден-Аргау. Население составляет 4508 человек (на 31 декабря 2007 года). Официальный код — 4033.

## Фотографии

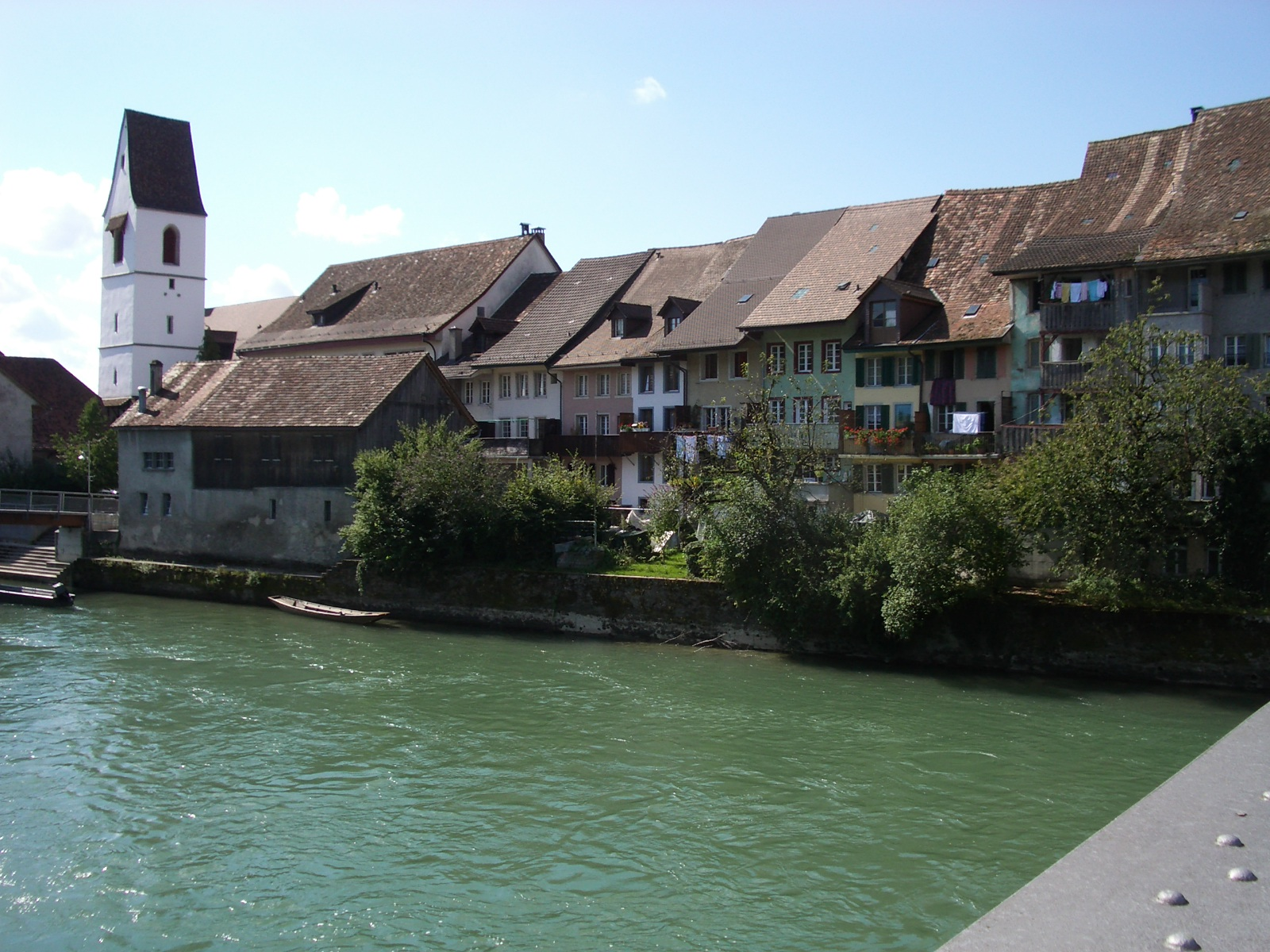
Дома на левом берегу реки Ройсс
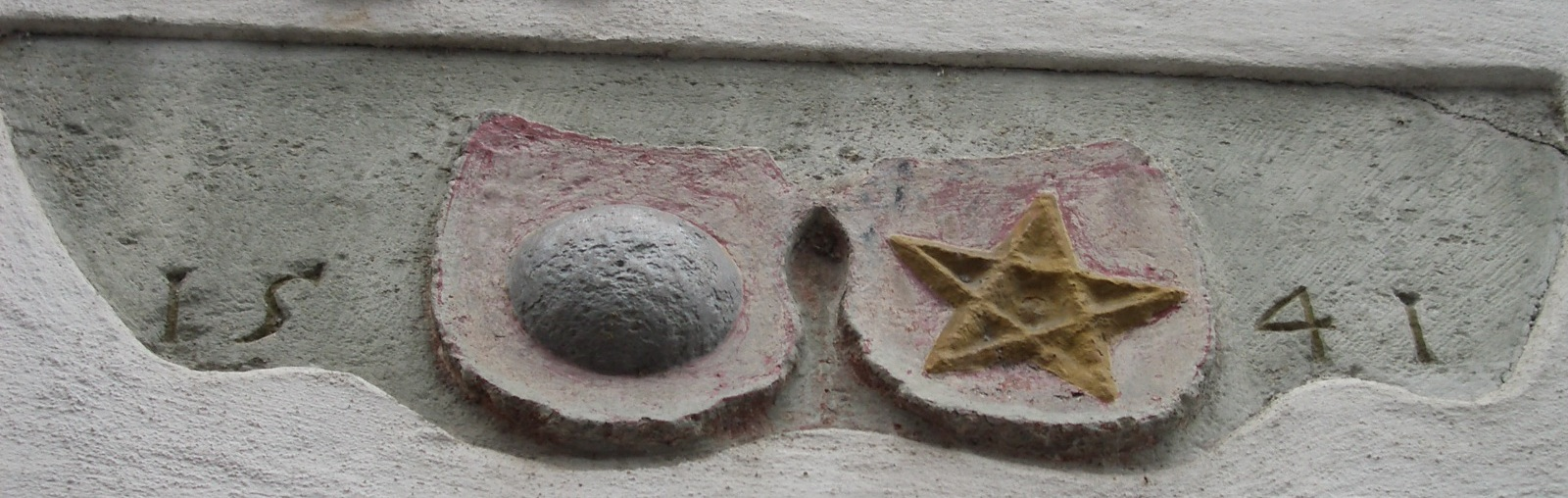
Старый герб города на фасаде бывшей городской гостиницы
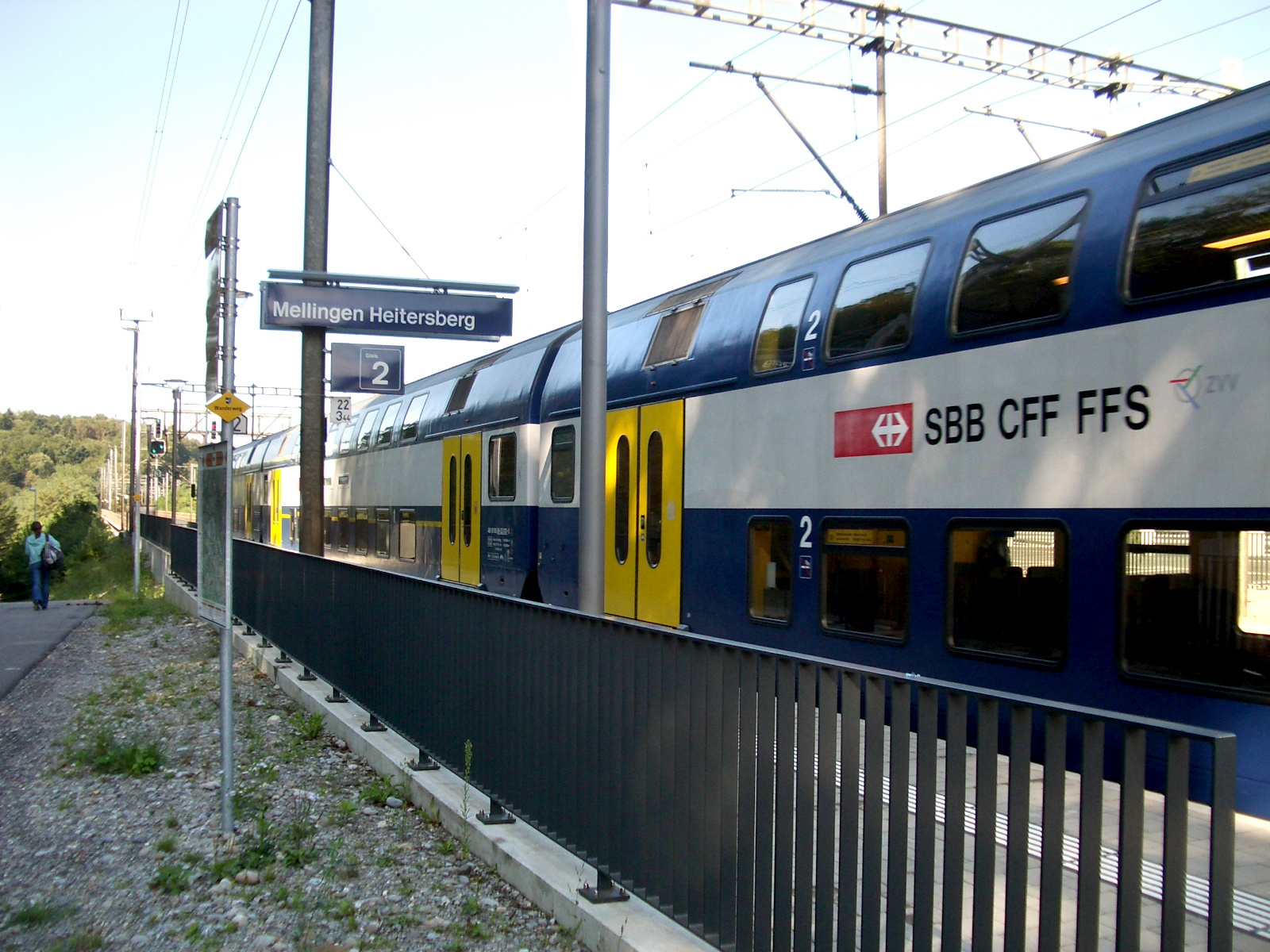
Вокзал
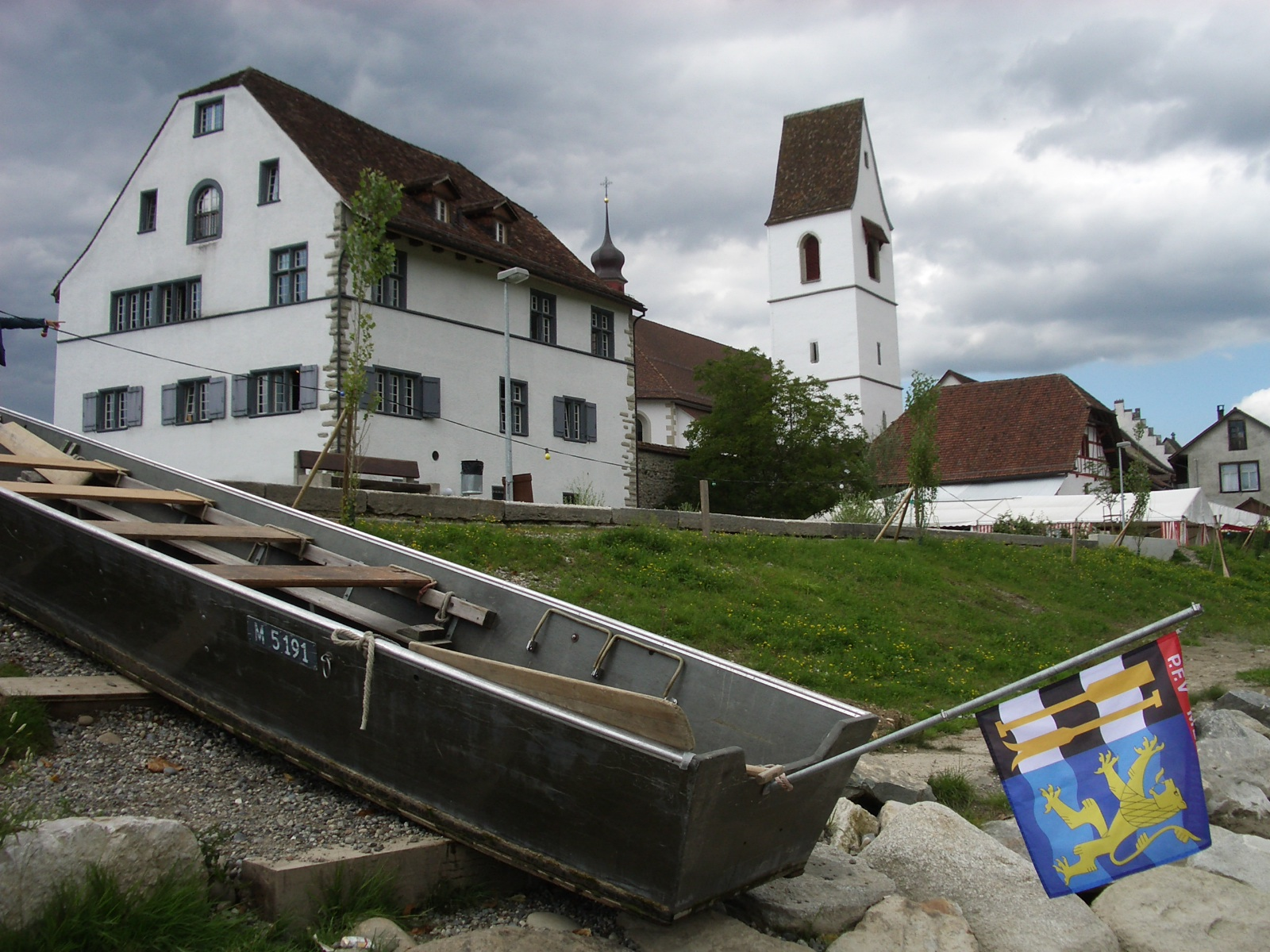
Усадьба Ибергхоф (около 1580) и католическая церковь
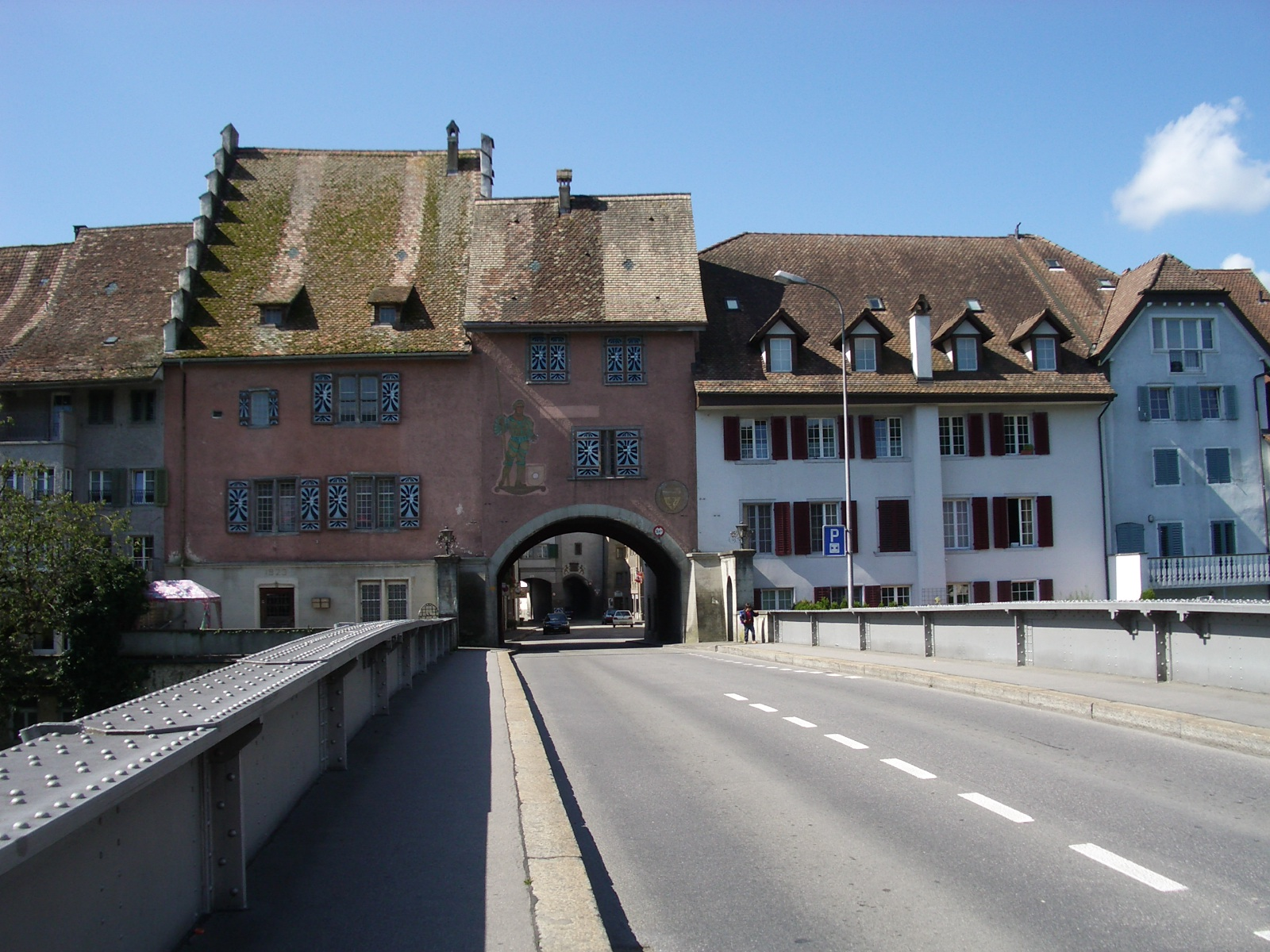
Мост через Ройсс и мостовые ворота
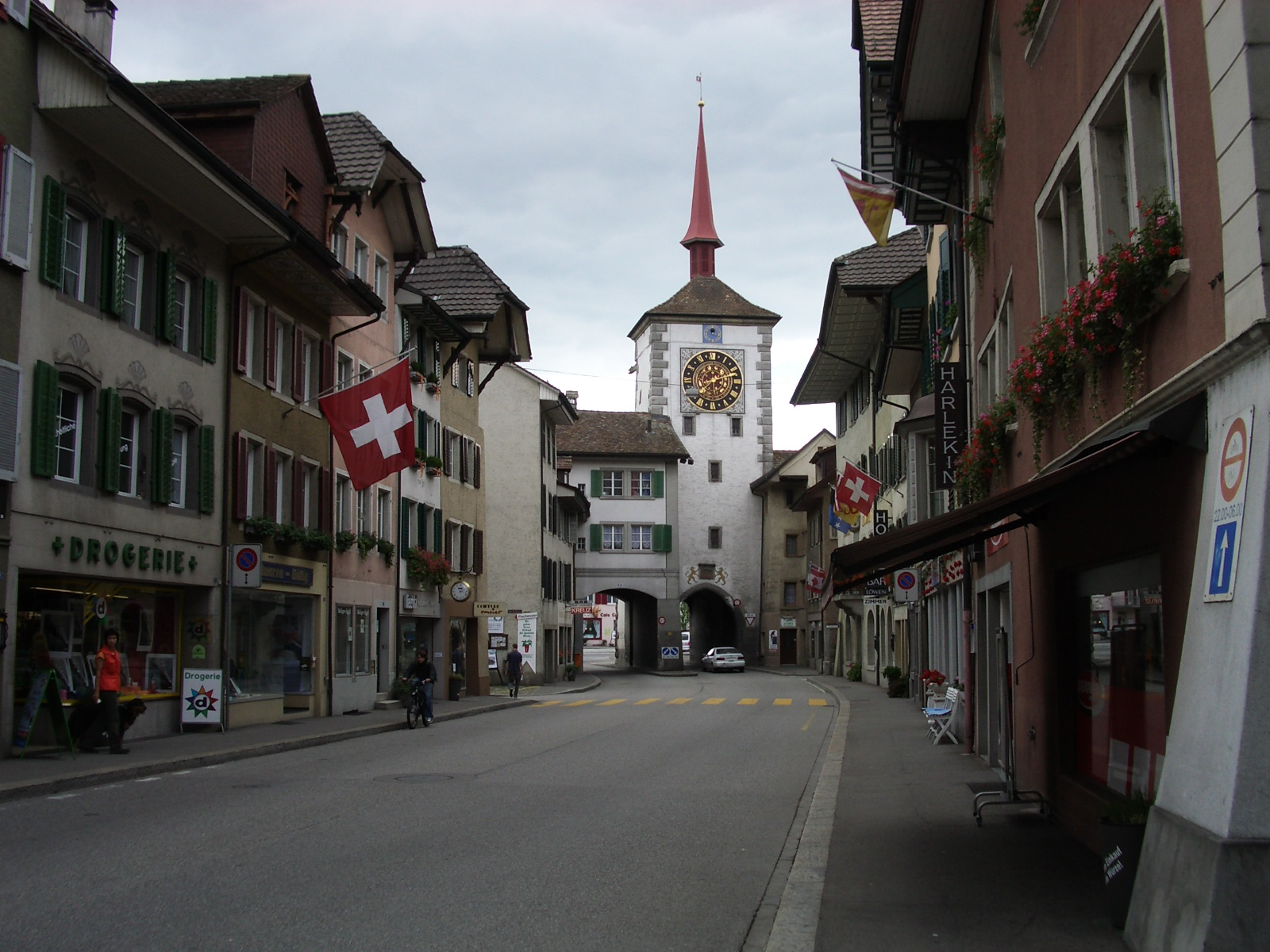
Улица Ленцбургертор и Часовая башня
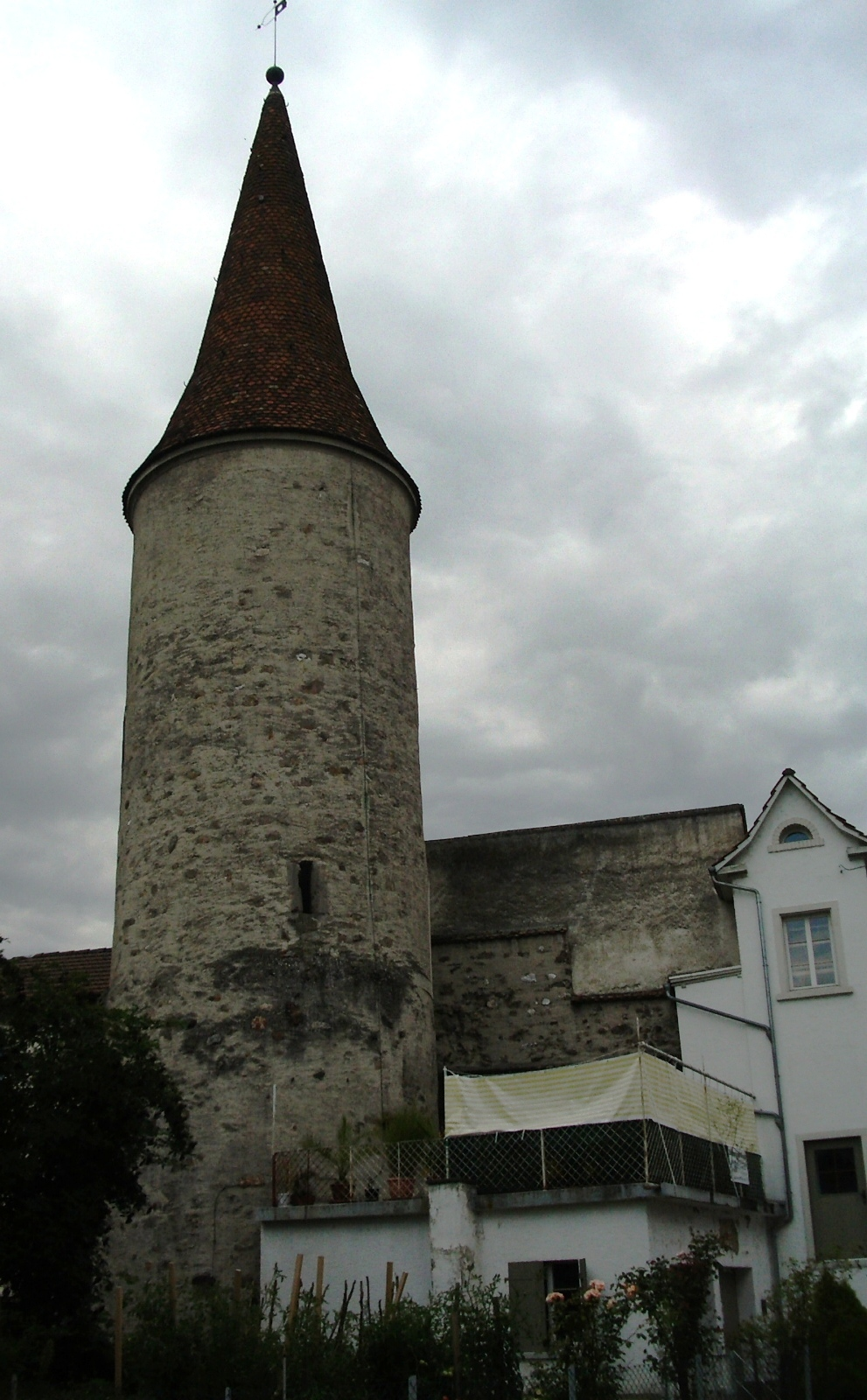
Ведьмина башня